# Свободные исторические исследования
Ассоциация «Свободные исторические исследования» (нидерл. Freie Historische Forschung, VHO) — правоэкстремистская организация, базирующаяся в Антверпене, Бельгия.

## История
Ассоциация была основана в 1985 году братьями Зигфридом и Гербертом Вербеке. Деятельностью VHO в основном руководит Зигфрид. Согласно отчёту о защите Конституции Федерального министерства внутренних дел Германии за 2004 год, её деятельность затормозилась из-за финансовых проблем и активизации действий бельгийской полиции.
Веб-сайт VHO, которым управлял в основном Гермар Рудольф, предлагает широкий выбор материалов по отрицанию Холокоста и содержит, в том числе, полный архив журнала «Journal of Historical Review». Этот сайт называет себя одним из «крупнейших ревизионистских сайтов в мире». Официально сайт принадлежит британскому издательству Рудольфа Castle Hill Publishing в Гастингсе.

### Ежеквартальный журнал бесплатных исторических исследований
Первый номер «Ежеквартального журнала бесплатных исторических исследований» (нем. Vierteljahreshefte für freie Geschichtsforschung, VffG) был опубликован VHO в марте 1997 года и распространялся из Бельгии. С 1998 года журнал издаётся Гермаром Рудольфом через его издательство Castle Hill Publishers. Рудольф также является главным редактором журнала.
Кроме того, с 2002 года VHO совместно с «Комитетом по открытым дебатам о Холокосте» (CODOH) издаёт журнал «The Revisionist». Федеральное ведомство по охране конституции классифицирует его как «псевдонаучное издание», которое «в первую очередь отрицает геноцид европейских евреев и преуменьшает военные преступления Германии».

### Юридические преследования
Зигфрид Вербеке, директор VHO, получавший финансовую поддержку от правоэкстремистской голландско-фламандской ассоциации Форпост в 2005 году, был позднее осужден за отрицание Холокоста.
Во Франции работа веб-сайта VHO должна ограничиваться интернет-провайдерами в соответствии с решением суда от 2005 года после дела AAARGH.